# Gli inganni di Locke Lamora
Gli inganni di Locke Lamora è un romanzo fantasy del 2006 scritto da Scott Lynch. Segue le avventure di un gruppo di artisti di strada e truffatori, conosciuto col nome di Bastardi Galantuomini. Le loro avventure sono ambientate in una città chiamata Camorr, ideata sulla base di una Venezia medievale, ma che racchiude in sé una moltitudine di caratteristiche barocche a sfondo fantasy. 
Il libro è diviso in due filoni di racconti intercollegati. Uno al presente, dove i Bastardi Galantuomini si scontrano con il Re Grigio, una potente e terrificante figura della criminalità di Camorr. Tra i capitoli invece è inserita la storia del giovane Lamora, che illustra la mitologia e la storia di Camorr, oltre che le origini del personaggio stesso.
Gli inganni di Locke Lamora è il primo di un progetto di sette romanzi. Il seguito è I pirati dell'oceano rosso.

## Trama
In seguito a una devastante epidemia, un uomo noto a Camorr col nome di Forgialadri prende sotto la sua protezione trenta orfanelli con l'intento di addestrarli al furto. Presto scopre che uno di questi, Locke Lamora, è estremamente intelligente ma per niente circospetto. Dopo aver sopportato gli scherzi del ragazzino, decide quindi di venderlo a Padre Catena, un sacerdote del Tredicesimo Dio, il Disonesto Tutore che protegge i ladri. Padre Catena usa il suo tempio come copertura per addestrare i suoi ladri, chiamati Bastardi Galantuomini, ad aggirare i nobili senza essere scoperti ad infrangere la Pace Segreta (un patto tra ladri e nobiltà che assicura che le due parti non vengano mai in contatto). Col tempo, Locke diventa conosciuto come la Spina di Camorr, un'identità che nessuno ha però collegato a lui, il quale continua a fingere di essere un normalissimo ladro.
Locke diventa garrista (leader) dei Bastardi Galantuomini. La sua banda è formata da Jean Tannen, esperto combattente, Calo e Galdo Sanza, due gemelli, un giovane apprendista chiamato Cimice e una donna, Sabetha, di cui Locke è innamorato e che non appare nel romanzo.
All'inizio del libro, i Bastardi Galantuomini stanno iniziando un raggiro per poter avere in pugno Don Lorenzo Salvara e la moglie. Locke finge di essere Lukas Fehrwight, un rappresentante di una famiglia di produttori di liquori di Emberlain che deve trasportare fuori dal paese tutta la cantina prima dello scoppio della guerra civile. Durante la macchinazione, un misterioso personaggio chiamato Re Grigio inizia ad uccidere i garristi delle migliori bande della città. Ben presto, il Re Grigio concentra la sua attenzione su Locke e lo costringe ad interpretare lo stesso Re in un incontro con Capa Barsavi, il capo di tutti ladri di Camorr. Si scopre anche che il Re Grigio ha alle sue dipendenze un Mago dell'Alleanza, membro di una gilda esclusiva di stregoni che chiede compensi esorbitanti per mettersi al servizio di qualcuno e che fa fuori chiunque uccida uno dei membri.
Nonostante a Locke sia stato assicurato che con l'aiuto del Mago non avrebbe avuto problemi, le cose si mettono molto male. Le magie infatti non permettono che sia colpito da spade o frecce, ma non fanno nulla contro le percosse. Non potendo difendersi, Locke viene catturato, infilato in una botte e buttato in mare. Credendo che il Re Grigio sia definitivamente morto, Capa Barsavi invita tutti i suoi sudditi ad una festa nel suo quartier generale. Durante l'intrattenimento, le due guardie del corpo di Barsavi uccidono il loro padrone e il resto della famiglia (su ordine del Re Grigio, che si scopre essere loro fratello). Il Re Grigio prende dunque il potere con nome di Capa Raza.
Locke e Jean tornano al nascondiglio dei Bastardi Galantuomini, dove trovano un uomo del Re Grigio che tende loro un'imboscata, uccidendo i Sanza e Cimice. I due riescono a sbarazzarsi del sicario appiccando il fuoco al loro nascondiglio sotto il tempio di Perelandro e sono costretti a scappare.
Al porto, Jean uccide le sorelle del Re Grigio, mentre Locke cerca di continuare l'inganno con i Salvara. Sfortunatamente, però, le sue vittime sono state avvertite del raggiro e lo invitano alla più importante festa dei nobili dove viene intrappolato dal capo dei servizi segreti del Duca. Riuscendo a scappare, Locke incontra il Mago dell'Alleanza che lo aspetta nel nuovo nascondiglio e che ha già messo fuori combattimento Jean. Riuscendo a sconfiggerlo, lo torturano per estorcergli i segreti del Re Grigio, ma senza ucciderlo. Scoprono quindi che la famiglia del Re Grigio è stata sterminata mentre si stava negoziando la Pace Segreta, cosa che ha lasciato nell'uomo un profondo odio per Capa Barsavi e la nobiltà di Camorr. Avendo ottenuto la rivincita contro Barsavi, intende quindi ottenere vendetta nei confronti dei nobili. Per questo ha portato nel luogo della festa delle sculture piene di Spettropietra (un minerale che induce l'Ammansimento, cioè la passività permanente di chiunque lo inali) programmate per esplodere e investire tutti i festeggianti. Tornato alla festa del Duca per salvare i nobili, Locke cerca di convincere i presenti a scappare, quindi va a cercare il Re Grigio per eliminarlo. In un combattimento all'ultimo sangue nel covo del Re Grigio, Locke riesce a sconfiggerlo. Il romanzo si conclude con Locke e Jean a bordo di una nave, diretti verso una nuova vita.

## Adattamenti cinematografici
La Warner Bros. ha acquistato i diritti del film subito dopo la pubblicazione del libro. I fratelli Kevin e Dan Hageman sono stati ingaggiati per scrivere la sceneggiatura.

## Edizioni
- Scott Lynch, Gli inganni di Locke Lamora, traduzione di Anna Martini, pp. 605, Editrice Nord, 2007, ISBN 978-88-429-1482-2.
- Scott Lynch, Gli inganni di Locke Lamora, traduzione di Anna Martini, pp. 605, Arnoldo Mondadori Editore, 2020, ISBN 978-88-04-73618-9.